# Sorin Cristea
Sorin Cristea (n. 1 februarie 1951, Slătioara, județul Olt) a fost un deputat român în legislatura 1990-1992, ales în județul Bacău pe listele partidului FSN. Deputatul Sorin Cristea a demisionat pe data de 5 martie 1992 și fost înlocuit de deputatul Ioan Danăilă. În cadrul activității
sale parlamentare, Sorin Cristea a fost membru în grupurile parlamentare de prietenie cu Republica Franceză-Adunarea Națională și Regatul Belgiei.
Sorin Cristea, prof. univ. dr. la Universitatea din București, în cadrul Facultății de Psihologie și Știintele Educației, membru marcant al comunității academice românești.
A absolvit Facultatea de Filosofie, Secția Pedagogie în 1973, doctorat în pedagogie în 1994, cu teza "Fundamentele pedagogice ale reformei învățământului". Este membru al asociației profesional-științifice A.F.I.R.S.E. (Asociația francofonă Internațională de Cercetări în Științele Educației), membru în cadrul colectivului redacțional al Editurii Didactice și Pedagogice RA, coordonator al colecției Idei Pedagogice Contemporane, implicat în numeroase manifestări științifice și studii de documentare în Anglia, Austria, China, Franța, Germania, Rusia, Spania, SUA, Ungaria;  a participat la conferințe în Franța, Germania, Moldova, Spania, Ungaria. Profesorul Sorin Cristea a primit titlul Doctor Honoris Causa din partea Senatului Universității Petre Andrei din Iași.
Titular al următoarelor cursuri universitare: Pedagogie generală, Fundamentele pedagogiei/Teoria generală a educației; Teoria instruirii, Teoria curriculumului, Managementul educației, Managementul clasei.
Dintre lucrările sale de referință publicate: 
- Pași spre reforma școlii (1991);
- Învățământul în antecamera reformei (1992);
- Fundamentele pedagogice ale reformei învățământului (1994);
- Metodologia reformei educației (1996);
- Pedagogie generală. Managementul educației (1996);
- Managementul organizației școlare (1996);
- Pedagogie, vol.I (Teoria educației) (1996); Pedagogie, vol.II (Teoria instruirii) (1997);
- Dicționar de termeni pedagogici (1998);
- Sociologia educației (1998);
- Fundamentele științelor educației. Teoria generală a educației (2003);
- Studii de pedagogie generală (2004);
- Teorii ale învățării - modele de instruire (2005).

1. ↑  Prof. univ. dr. Sorin Cristea a primit titlul de Doctor Honoris Causa al UPA – Universitatea "Petre Andrei" din Iasi, www.upa.ro